# Trisetobisium fallax
Trisetobisium fallax es una especie de arácnido del orden Pseudoscorpionida de la familia Neobisiidae.

## Distribución geográfica
Se encuentra en Alabama y Carolina del Norte en (Estados Unidos).